# Hinterer Brunnenkogel
Hinterer Brunnenkogel är en bergstopp i Österrike.   Den ligger i distriktet Imst och förbundslandet Tyrolen, i den västra delen av landet, 400 km väster om huvudstaden Wien. Toppen på Hinterer Brunnenkogel är 2 934 meter över havet.
Terrängen runt Hinterer Brunnenkogel är huvudsakligen bergig. Runt Hinterer Brunnenkogel är det ganska tätbefolkat, med 80 invånare per kvadratkilometer.. Närmaste större samhälle är Sölden, 12,8 km sydväst om Hinterer Brunnenkogel. 
Trakten runt Hinterer Brunnenkogel består i huvudsak av gräsmarker.